# Campionati mondiali di pentathlon moderno 1986
I campionati mondiali di pentathlon moderno 1986 si sono svolti a Montecatini Terme, in Italia, dove si sono disputate le gare maschili e femminili individuali ed a squadre. La gara a squadre femminile vide l'Unione Sovietica vincitrice, squalificata per doping.

## Risultati

### Maschili
| Evento      | Oro                                                 | Argento                                         | Bronzo                                           |
| Individuale | Carlo Massullo                                      | Daniele Masala                                  | Lajos Dobi                                       |
| A squadre   | Italia Carlo Massullo Daniele Masala Cesare Toraldo | Ungheria Lajos Dobi László Fábián Attila Mizsér | Francia Christophe Ruer Didier Boubé Joël Bouzou |

### Femminili
| Evento      | Oro                                                            | Argento                                                 | Bronzo                                                         |
| Individuale | Irina Kiseleva                                                 | Sophie Moressée                                         | Sabine Krapf                                                   |
| A squadre   | Francia Sophie Moressée Caroline Delemer Nathalie Hugenschmitt | Germania Ovest Sabine Krapf Tanja Meyer Kathrin Kröning | Italia Fabrizia Alessandrini Barbara Boccolari Laura Romagnoli |

## Medagliere
| Posizione | Paese            |   |   |   | Totale |
| --------- | ---------------- | - | - | - | ------ |
| 1         | Italia           | 2 | 1 | 1 | 4      |
| 2         | Francia          | 1 | 1 | 1 | 3      |
| 3         | Unione Sovietica | 1 | 0 | 0 | 1      |
| 4         | Germania Ovest   | 0 | 1 | 1 | 2      |
| 4         | Ungheria         | 0 | 1 | 1 | 2      |
| Totale    | Totale           | 4 | 4 | 4 | 12     |